# 2. deild karla
2. deild karla er den tredjeøverste fodboldrække i Islandsk fodbold.
Af klimatiske årsager spilles der mest i foråret og om sommeren. Ligaen har 12 hold.